# Nanna Lundell
Nanna Ottilia Matilda Lundell, född 22 maj 1879 i Skellefteå församling, Västerbottens län, död 14 maj 1969 i Kungsholms församling, Stockholms stad, var en svensk posttjänsteman och rösträttsaktivist. Hon var verksam i kampanjen för införandet av kvinnlig rösträtt i Sverige och ordförande för Föreningen för kvinnans politiska rösträtt i Skellefteå 1914–1916. 
Nanna Lundell är begravd på Skellefteå landsförsamlings kyrkogård.